# Хрест «За видатні льотні заслуги» (Велика Британія)
Хрест «За видатні льотні заслуги» (англ. Distinguished Flying Cross (DFC)) — військова нагорода Великої Британії.
Хрестом нагороджується персонал Королівських ВПС Великої Британії та інших служб, а також льотчики інших країн Співдружності, за виявлені зразки звитяги, мужності та відданості під час активних бойових дій проти ворога.
Нагороджені хрестом «За видатні льотні заслуги» мають право додавати до свого імені абревіатуру нагороди — DFC.

## Історія створення
Нагорода була заснована 3 червня 1918 року, незабаром після утворення Королівських ВПС. Спочатку він був призначений для нагородження офіцерів військово-повітряних сил.
Під час Другої світової війни хрестом нагороджувались також офіцери Королівського полку артилерії, які були прикріплені до ВПС, як повітряні корегувальники вогню.
Після закінчення Другої світової війни хрестом нагороджувались як офіцери ВПС, так і офіцери інших видів збройних сил. У 1993 році нагородження «Медаллю льотних заслуг» було припинено, відтоді хрестом нагороджуються й інші чини.
У 2008 році флайт-лейтенант Мішель Гудман стала першою жінкою, яка була нагороджена хрестом «За видатні льотні заслуги».

## Повторні нагородження
При повторному нагородженні, на колодку Хреста кріпиться планка встановленого зразка.
За час Першої світової війни 70 осіб були нагороджені двічі та троє — тричі. За час Другої світової війни близько 1550 осіб були нагороджені двічі та 45 — тричі.

## Нагородження іноземців
За час існування нагороди було здійснено 964 нагородження осіб, що не є громадянами Великої Британії та країн Співдружності. Зокрема, під час Першої світової війни хрестом «За видатні льотні заслуги» був нагороджений російський льотчик, уродженець Херсонської губернії Олександр Козаков. В роки Другої світової війни цією нагородою були нагороджені четверо радянських льотчиків, серед яких і українець Олександр Коваленко.

## Зразки планок
| Зразки планок хреста «За видатні льотні заслуги» | Зразки планок хреста «За видатні льотні заслуги» | Зразки планок хреста «За видатні льотні заслуги» | Зразки планок хреста «За видатні льотні заслуги» |
|                                                  | DFC                                              | DFC (2-ге нагородження)                          | DFC (3-тє нагородження)                          |
| ------------------------------------------------ | ------------------------------------------------ | ------------------------------------------------ | ------------------------------------------------ |
| зразка 1918—1919                                 |                                                  |                                                  |                                                  |
| після 1919 року                                  |                                                  |                                                  |                                                  |